# Benedicta Maria Kempner
Benedicta Maria Kempner (* 8. Juli 1904 in Geislingen an der Steige; † 4. Mai 1982 in Stockholm; gebürtig Ruth Lydia Hahn) war eine deutsche Soziologin und Publizistin.

## Leben
Kempner wurde 1904 in Württemberg geboren. Sie stammte aus einer Familie, in der der Missionarsberuf Tradition war. Ursprünglich war sie als Sozialarbeiterin und Soziologin tätig. Dafür wurde sie in Deutschland, Italien und an der Universität von Pennsylvania ausgebildet. Während der Zeit der Weimarer Republik arbeitete sie in der Berliner Jugendfürsorge.
Schon im Jahr 1933 wurden sie und ihr späterer Ehemann, der Jurist Robert Kempner, wegen politischer Unzuverlässigkeit von der Gestapo zeitweise verhaftet und schließlich ausgebürgert. Es folgte eine Auswanderung zunächst nach Italien, wo sie in einem internationalen Internat in Florenz arbeitete. Später in die USA, wo sie und ihr Mann am 1. September 1939 eintrafen – am Tag, an dem der Zweite Weltkrieg ausbrach. Aus ihrer Ehe ging ein Sohn hervor.
Angeregt durch eine Audienz bei Papst Pius XII. im Sommer 1954 bezieht sich der Großteil des schriftstellerischen Wirkens von Benedicta Maria Kempner auf Priester und Ordensleute der römisch-katholischen Kirche, die während der Zeit des Nationalsozialismus verfolgt und ermordet wurden. Ihre beiden Bücher dazu galten lange Zeit als Standardwerke.
Für ihre Aufarbeitung der Priesterschicksale im Dritten Reich wurde sie von Papst Paul VI. mit dem Orden Pro Ecclesia et Pontifice geehrt.
Benedicta Maria Kempner starb während einer Europareise in Stockholm und wurde in Lansdowne (Pennsylvania) beigesetzt.

## Werke
- Priester vor Hitlers Tribunalen. Rütten und Loening, München 1966, DNB 457181710; 2., durchges. und erg. Auflage. Rütten und Loening, München 1967, DNB 457181737, S. 273–289; unveränd. Nachdruck bei Bertelsmann, München 1996, ISBN 3-570-12292-1.
- Nonnen unter dem Hakenkreuz. Leiden, Heldentum, Tod. Die erste Dokumentation über das Schicksal der Nonnen im 3. Reich. Bearb. von Anna Altenhöfer-Mons. Naumann, Würzburg 1979, ISBN 3-921155-89-4.